# کریستین آبیاتی
کریستین آبیاتی (به ایتالیایی: Christian Abbiati) (زاده ۸ ژوئیه ۱۹۷۷ در آبیاتگراسو، میلان) دروازه‌بان سابق فوتبال ایتالیایی است.